# Польская социал-демократическая партия (1945)
Польская социал-демократическая партия (пол. Polska Partia Socjalno-Demokratyczna (1945), PPSD/ППСД ) — политическая инициатива довоенной части ППС и ППС-СРН с 1945 года. Учреждение партии было попыткой легализовать и включить в правовое русло деятельность партии социалистов довоенного и военного времени (ППС).

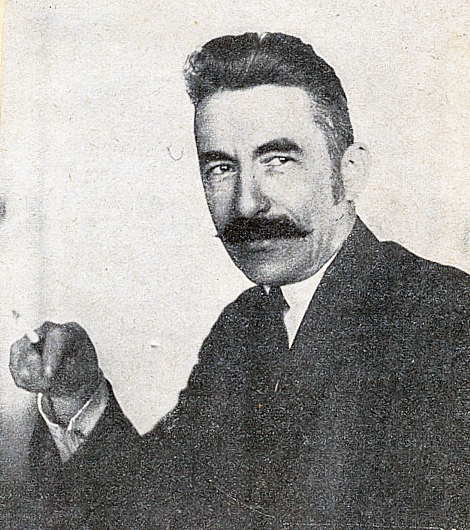
Зигмунт Жулавски

## Попытка соглашения между ППС-СРН и ППС «Люблин»
Председатель Верховного совета ППС Зигмунт Жулавский, участвовавший в переговорах о создании Временного правительства национального единства в Москве, решил выступить с инициативой легализации подпольной ППС. Благодаря его инициативе 15 июля 1945 года состоялось заседание Верховного Совета ППС, в котором приняли участие 24 члена Верховного Совета, избранные на последнем предвоенном XXIV съезде ППС.
В принятом постановлении было признано Временное правительство национального единства и было решено направить в правительство делегацию «для информирования его о позиции ППС и разъяснения формальной стороны начала организационных мероприятий».
10–12 июля 1945 года в ходе переговоров между Центральной избирательной комиссией «Люблинской» ППС и представителями подпольного Верховного совета ППС было заключено соглашение, на основании которого было решено:
- кооптировать пятнадцать подпольных активистов ППС-СРН в Верховный совет ППС «Люблин» и присоединить Жулавского к десяти членам подпольной ППС
- включить в Государственный национальный совет представителей ППС--СРН.

Было решено, что до изменения решения следующим лицам запрещено заниматься политической деятельностью: Зигмунту Зарембе, Юзефу Дзенгелевскому, Францишку Бяласу и Станиславу Соболевскому. Казимеж Пужак в то время находился в тюрьме в Москве в результате показательного процесса над шестнадцатью руководителями Польского подпольного государства.
Было решено гарантировать безопасность всем активистам подпольной организации PPS-WRN.
Несмотря на подписание совместного коммюнике, 19 августа 1945 года Центральный комитет ППС «Люблин» лидером которого был избран известный активист организации PPS-WRN Юзеф Циранкевич отклонил соглашение, приняв постановление о приёме членов ППС-СРН на индивидуальной основе. В этой ситуации Жулавский в декабре 1945 года присоединился к   Польская социалистическая партия (1944—1948)  и в партийном печатном органе призвал других социалистов сделать то же самое. Жулавский и ряд других известных активистов PPS — WRN были включены в Государственный национальный совет и кооптированы в Верховный совет ППС «Люблин».

## Дальнейшая судьба независимых социалистов
Группа Жулавского сотрудничала с Крестьянской партией, пытаясь выдвинуть кандидатов на выборах в Законодательный сейм в 1947 году. Списки «рабоче-крестьянских» депутатов были поданы в Варшаве, Лодзи, Кракове, Ченстохове и Хшануве. Большинство кандидатов были исключены из списков под разными предлогами. В конечном итоге мандат получил только Зигмунт Жулавский как «независимый социалист».